# Championnat d'Aruba de football 2015-2016
Navigation
Saison précédente Saison suivante
La saison 2015-2016 du Championnat d'Aruba de football est la trentième édition de la Division di Honor, le championnat de première division à Aruba. Les dix meilleures équipes de l'île sont regroupées au sein d’une poule unique où elles s’affrontent au cours de plusieurs phases, avec des qualifications successives, jusqu'à la finale nationale. En fin de saison, le dernier du classement est relégué tandis que les 8e et 9e doivent prendre part à une poule de promotion-relégation.
C'est le tenant du titre, le SV Racing Club Aruba, qui est à nouveau sacré cette saison après avoir battu le SV Dakota en finale. Il s’agit du quinzième titre de champion de Aruba de l’histoire du club, qui réussit même le doublé en s'adjugeant la Coupe d'Aruba.

## Les clubs participants
- SV Racing Club Aruba
- SV Britannia
- SV Dakota
- SV Deportivo Nacional
- SV Bubali
- SV Independiente Caravel - Promu de Division Uno
- River Plate Aruba
- SV Estrella
- SV La Fama
- FC San Nicolas

## Compétition
Le barème utilisé pour établir le classement est le suivant :
- Victoire : 3 points
- Match nul : 1 point
- Défaite : 0 point

### Saison régulière
| Rang | Équipe                    | Pts | J  | G  | N | P  | Bp | Bc | Diff |
| ---- | ------------------------- | --- | -- | -- | - | -- | -- | -- | ---- |
| 1    | SV Racing Club Aruba'T'C  | 51  | 18 | 17 | 0 | 1  | 71 | 13 | +58  |
| 2    | SV Britannia              | 44  | 18 | 14 | 2 | 2  | 50 | 16 | +34  |
| 3    | SV Dakota                 | 39  | 18 | 12 | 3 | 3  | 51 | 18 | +33  |
| 4    | SV Deportivo Nacional     | 27  | 18 | 8  | 3 | 7  | 35 | 28 | +7   |
| 5    | SV Bubali -1              | 25  | 18 | 8  | 2 | 8  | 34 | 31 | +3   |
| 6    | River Plate Aruba         | 25  | 18 | 8  | 1 | 9  | 30 | 32 | -2   |
| 7    | SV Estrella               | 20  | 18 | 6  | 2 | 10 | 24 | 33 | -9   |
| 8    | SV La Fama                | 13  | 18 | 4  | 1 | 13 | 13 | 32 | -19  |
| 9    | SV Independiente CaravelP | 10  | 18 | 3  | 1 | 14 | 17 | 52 | -35  |
| 10   | FC San Nicolas            | 6   | 18 | 1  | 3 | 14 | 13 | 83 | -70  |

|  | Qualification pour le Calle 4                                                   |
|  | Participation à la poule de promotion-relégation                                |
|  | Relégation en Division Uno                                                      |
|  | T : Tenant du titre C : Vainqueur de la Coupe d'Aruba P : Promu de Division Uno |

### Calle 4
| Rang | Équipe                   | Pts | J | G | N | P | Bp | Bc | Diff |  | Résultats (▼ dom., ► ext.) | Dak | Rac | Bri | DNa |
| ---- | ------------------------ | --- | - | - | - | - | -- | -- | ---- |  | -------------------------- | --- | --- | --- | --- |
| 1    | SV Dakota                | 13  | 6 | 4 | 1 | 1 | 12 | 7  | +5   |  | SV Dakota                  |     | 1-1 | 0-2 | 3-2 |
| 2    | SV Racing Club Aruba'T'C | 11  | 6 | 3 | 2 | 1 | 12 | 6  | +6   |  | SV Racing Club Aruba'T'C   | 0-1 |     | 2-1 | 2-2 |
| 3    | SV Britannia             | 9   | 6 | 3 | 0 | 3 | 10 | 8  | +2   |  | SV Britannia               | 2-3 | 1-2 |     | 2-1 |
| 4    | SV Deportivo Nacional    | 1   | 6 | 0 | 1 | 5 | 5  | 18 | -13  |  | SV Deportivo Nacional      | 0-4 | 0-5 | 1-1 |     |

|  | Qualification pour la finale nationale                |
|  | T : Tenant du titre C : Vainqueur de la Coupe d'Aruba |

### Finale nationale
| Équipe 1  | Résultat | Équipe 2             | Aller | Retour |
| --------- | -------- | -------------------- | ----- | ------ |
| SV Dakota | 0 - 2    | SV Racing Club Aruba | 0 - 1 | 0 - 1  |

### Poule de promotion-relégation
Les 8e et 9e de Division di Honor affrontent les 2e et 3e de Division Uno en barrage pour attribuer les deux dernières places en première division la saison prochaine. Chaque club rencontre deux fois tous ses adversaires.